# Joe Crabtree
Joseph Crabtree (ur. 21 września 1979) – brytyjski perkusista. W latach 2005–2007 był członkiem zespołu Pendragon. Obecnie gra w zespole David Cross band oraz Wishbone Ash. Poza tym muzyk sesyjny i wykładowca na Academy of Contemporary Music w Guildford.